# Riacho Mussuré
O riacho Mussuré é um riacho brasileiro que banha a microrregião de João Pessoa. O riacho Mussuré tem suas nascentes entre os bairros Costa e Silva e Funcionários, atravessa o Distrito Industrial e deságua no rio Mumbaba, que é afluente do rio Gramame. Apresenta alto grau de degradação e poluição, principalmente por conta das indústrias da região.